# Saint-Broing-les-Moines
Saint-Broing-les-Moines är en kommun i departementet Côte-d'Or i regionen Bourgogne-Franche-Comté i östra Frankrike. Kommunen ligger i kantonen Recey-sur-Ource som tillhör arrondissementet Montbard. År 2022 hade Saint-Broing-les-Moines 184 invånare.

## Befolkningsutveckling
Antalet invånare i kommunen Saint-Broing-les-Moines
Referens:INSEE